# Adriaen van de Venne

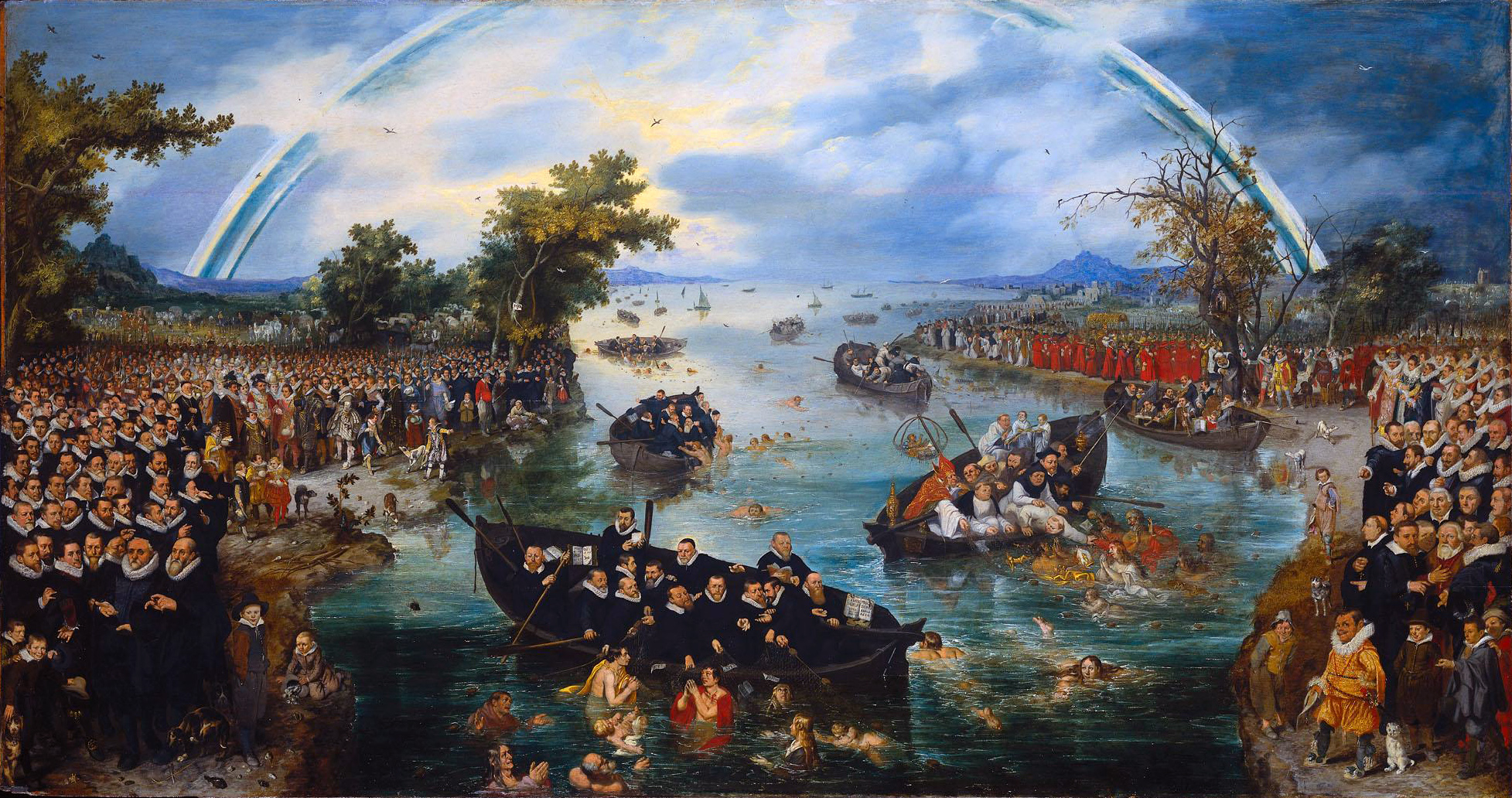
Połów dusz, 1614, Rijksmuseum

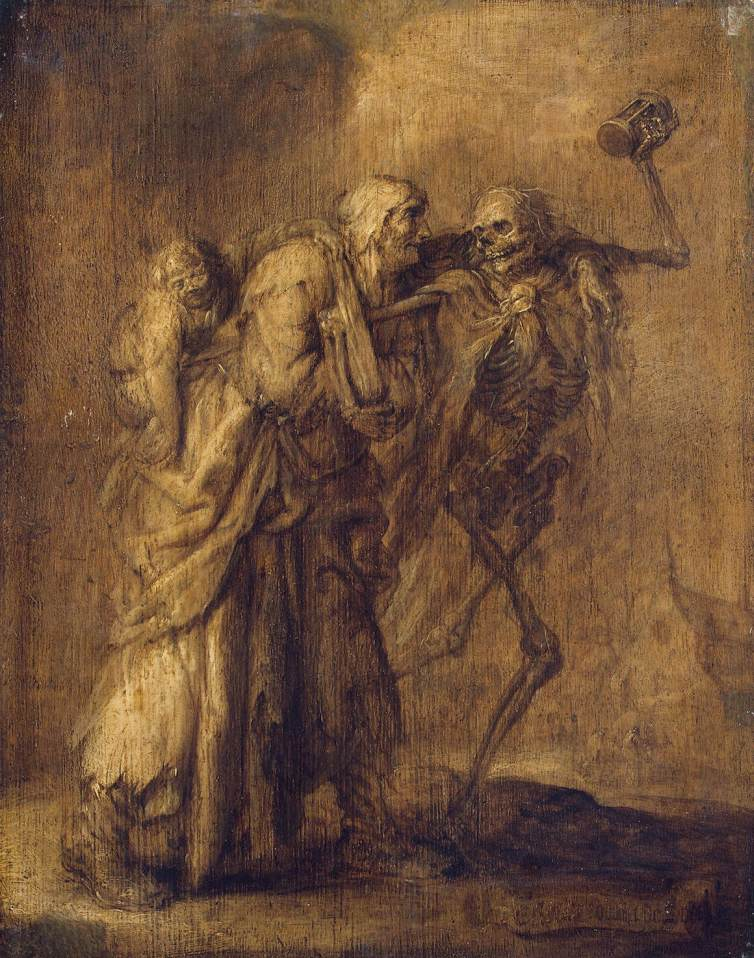
Taniec śmierci, lata 30. XVII w., Ermitaż.

Adriaen van de Venne (ur. 1589 w Delfcie, zm. 12 listopada 1662 w Hadze) – holenderski malarz, grafik, ilustrator i poeta.

## Życiorys
Wszechstronny artysta pochodzący z Delftu, był aktywny w Antwerpii, Middelburgu i Hadze, gdzie w 1625 wstąpił do gildii św. Łukasza. Początkowo malował i rysował sceny historyczne, portrety osobistości i alegorie. W połowie lat dwudziestych XVII wieku w jego twórczości nastąpił radykalny przełom, zaczął tworzyć tzw. grisaille, ograniczył paletę do odcieni szarości i brązów i skoncentrował się na tematyce rodzajowej. Przedstawiał najczęściej pospólstwo, chłopów, żebraków i ludzi z marginesu społecznego, często nawiązywał do przysłów i ludowych sentencji. W 1625 zilustrował Houwelijck, moralizatorskie dzieło poety Jacoba Catsa, który był jego przyjacielem.
Adriaen van de Venne osiągnął za życia znaczny sukces artystyczny i społeczny, w 1637 był dziekanem gildii św. Łukasza w Hadze, a w 1656 współzałożycielem Confrérie Pictura. Uzyskał również tytuł oficjalnego malarza Dynastii orańskiej.
Największe zbiory prac van de Venne posiada Rijksmuseum w Amsterdamie. W Muzeum Narodowym w Warszawie znajduje się kilka obrazów malarza, m.in. Zabawa chłopska i Scena na targu. Dwa inne o niepewnej atrybucji były również przypisywane temu artyście.

## Wybrane prace
- Połów dusz, Amsterdam, Rijksmuseum, 1614.
- Rozejm 1609, Luwr, 1616,
- Maurycy Orański na łożu śmierci, Rijksmuseum, 1625.